# Rockland (Idaho)
Rockland – miasto w Stanach Zjednoczonych, w stanie Idaho, w hrabstwie Power.